# یواس‌اس گلینارد پی لیپسکام (اس‌اس‌ان-۶۸۵)
یواس‌اس گلینارد پی لیپسکام (اس‌اس‌ان-۶۸۵) (به انگلیسی: USS Glenard P. Lipscomb (SSN-685)) یک زیردریایی بود که طول آن ۳۶۵ فوت (۱۱۱ متر) بود. این زیردریایی در سال ۱۹۷۳ ساخته شد.